# Lista chorążych reprezentacji Etiopii na igrzyskach olimpijskich
Lista chorążych reprezentacji Etiopii na igrzyskach olimpijskich – lista zawodników i zawodniczek reprezentacji Etiopii, którzy podczas ceremonii otwarcia nowożytnych igrzysk olimpijskich nieśli flagę Etiopii.

## Chronologiczna lista chorążych
| Lp. | Rok i miejsce   | Chorąży                     | Dyscyplina        |
| --- | --------------- | --------------------------- | ----------------- |
| 1   | 1956, Melbourne | b.d.                        |                   |
| 2   | 1960, Rzym      | b.d.                        |                   |
| 3   | 1964, Tokio     | Abebe Bikila                | Lekkoatletyka     |
| 4   | 1968, Meksyk    | Abebe Bikila                | Lekkoatletyka     |
| 5   | 1972, Monachium | Mamo Wolde                  | Lekkoatletyka     |
| 6   | 1980, Moskwa    | b.d.                        |                   |
| 7   | 1992, Barcelona | b.d.                        |                   |
| 8   | 1996, Atlanta   | Fita Bayisa                 | Lekkoatletyka     |
| 9   | 2000, Sydney    | Derartu Tulu                | Lekkoatletyka     |
| 10  | 2004, Ateny     | Abel Aferalign              | Boks              |
| 11  | 2006, Turyn     | Robel Zemichael Teklemariam | Biegi narciarskie |
| 12  | 2008, Pekin     | Miruts Yifter               | Lekkoatletyka     |
| 13  | 2010, Vancouver | Robel Zemichael Teklemariam | Biegi narciarskie |
| 14  | 2012, Londyn    | Yanet Gebremedhin           | pływanie          |
| 15  | 2016, Rio       | Tsgabu Grmay                | Kolarstwo         |
| 16  | 2020, Tokio     | Abdelmalik Muktar           | pływanie          |